# اختبار أورتولاني

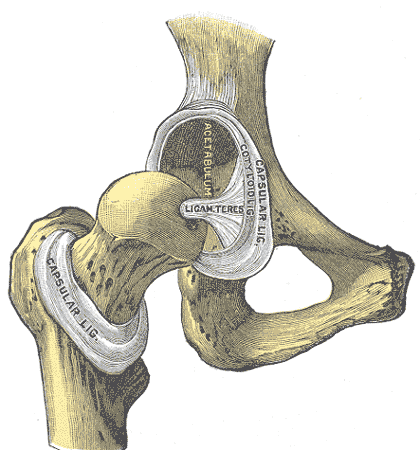
اختبار الخلع المشترك من الجهة الامامية.

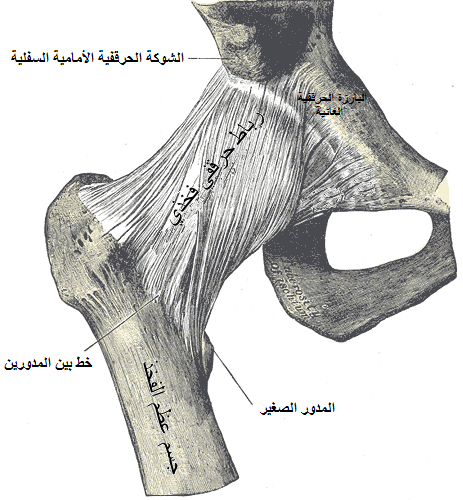
مفصل الورك الأيمن من الأمام.

اختبار أورتولاني (بالإنجليزية: Ortolani test)‏ هو اختبار طبي يراد به فحص ثباتية المفصل الوركي عند الأطفال, ويعتبر من الأوليات الهامة في هذا الفحص. يتم الاختبار بثني مفصلي الركبة والورك بدرجة (90) دون تغيير وضعية الساق ثم يقوم الفاحص بمسك مفصل الركبة بيده بحيث يقع الإصبع الأوسط على المدور الكبير لعظم الفخذ ويدفع بالاتجاه الظهري وبوضعية التقريب مع تفريق الوركين وتحريكهما حركة الرافعة فوق المدور بالاتجاه البطني فإذا كانت مفاصل الورك سليمة فإن الفاحص لا يشعر بالجس بأية تغييرات بينما يؤدي القليل من عدم الثبات إلى سماع صوت صكيك .

## طريقة العمل
يوضع الطفل بوضعية الاستلقاء بحيث تتجه ساقاه باتجاه الفاحص ، بعدها يتم عطف ساقي الطفل بدرجة 90 عند الوركين والركبتين، ثم توضع السبابة فوق المدور الكبير للفخذ والإبهام فوق المدور الصغير، ويقام بعدها بتفريق كلا الوركين وابعادهما عن بعض بحيث يصل السطح الوحشي لكل ركبة ليلمس طاولة الفحص.
عند وجود خلع الورك الولادي يمكن سماع أو الشعور بطقة قبل انتهاء التبعيد بقليل وتسمى تلك ب(علامة أورتولاني).
تعود تسمية الاختبار إلى طبيب الأطفال الإيطالي مارينو أورتولاني (Marino Ortolani ) -( 1904 - 1983)الذي طور الاختبار في عام 1937.